# Fasnet

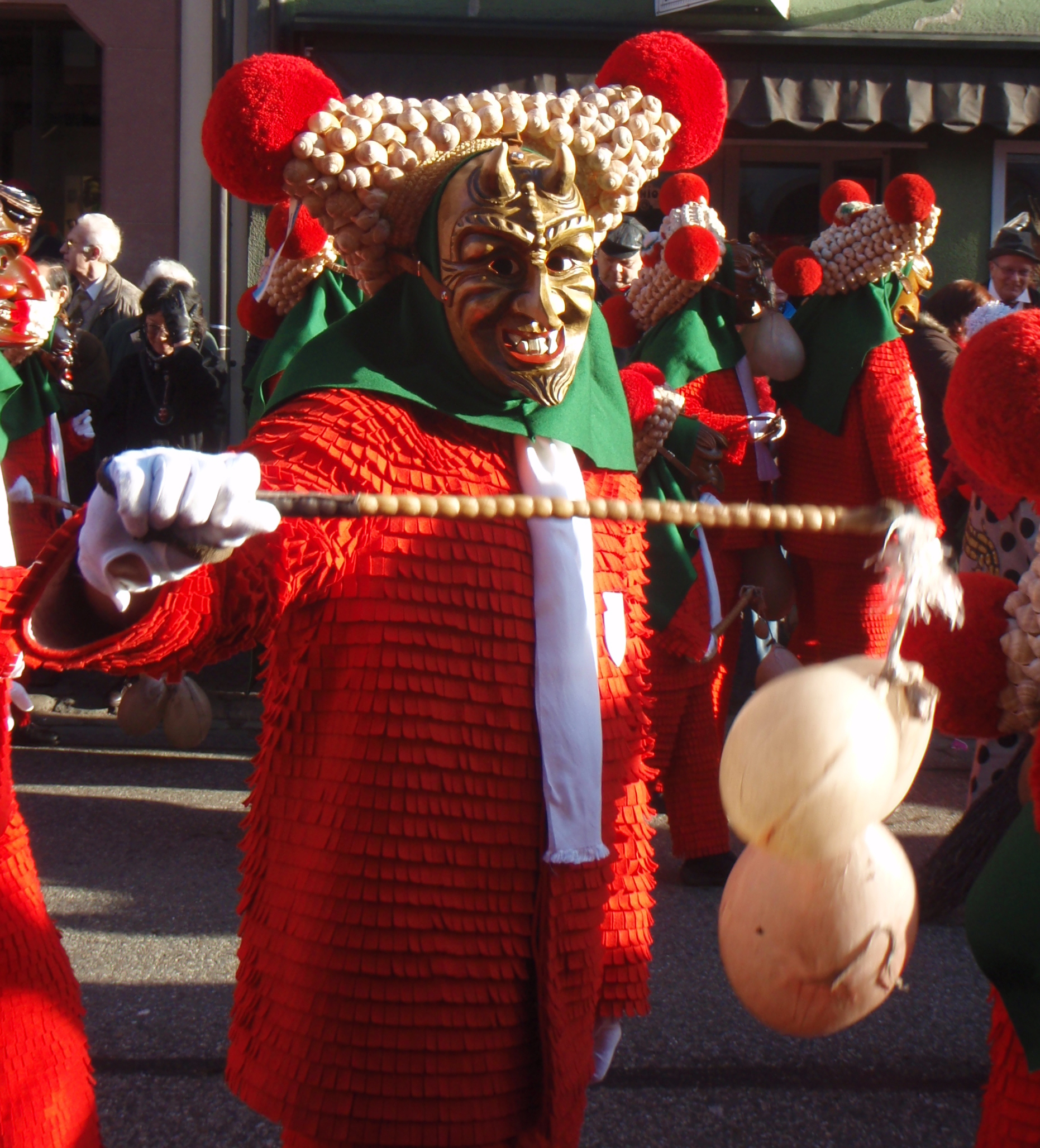

Fasnet (dialekt för högtyska Fastnacht) är ett begrepp för den schwäbisch-allemanniska fastekarnevalen som till stor del utspelar sig i Sydtyskland, framför allt i Baden, och Württemberg, men också i franska Alsace, och norra Schweiz. Fasnet har firats sedan medeltiden, men först sedan början av 1800-talet kan vi tala om en självständig form av fastefirande, avskilt från karnevalen i till exempel Köln.

## Kännetecken
Vad som kännetecknar Fasnet-firandet, även kallat fasching, fasnid eller fasend är stora parader - Umzug - där maskbärande narrar, så kallade Hästräger drar runt på gatorna i städerna och på så sätt sägs skrämma bort antingen djävulen eller vintern. Dräkterna - Häs -som narrarna bär är dyra, och består ofta av konstfärdigt skurna trämasker, som ser likadana från år till år och som ärvs i generationer.

## Fasnetdagarna
I de flesta städer i det schwäbisch-allemanska området börjar Fasnet runt den 6 januari, men det riktiga Fasnetfirandet börjar på Schmoddzige Donnschdig - smutsiga torsdag - det vill säga torsdagen innan askonsdagen. Fasnetfirandet är en högljudd och uppsluppen fest som firas på olika sätt i olika byar - narrarna ser olika ut från by till by, det enda som är någorlunda gemensamt är traditionen att bära masker.

## Narrarna
Nästan alla narrar bär olika attribut, så som grisblåsor, klockor, speglar och piskor, de bär alla masker, och de förmodligen populäraste Fasnet-"häsarna" är avbilder av elaka djävlar, vildar och djur. Narrarna ropar så kallade narrop när de drar runt i städerna, i Freiburg im Breisgau ropar man "Narri, Narro", i Rottweil ropar man "Huhuhu!", och andra bekanta narrop är "Alaaf", "Alau" och "Ahoi!"
- Wikimedia Commons har media som rör Fasnet.